# Guillaume Martin
Guillaume Martin-Guyonnet (Parijs, 9 juni 1993) is een Frans wielrenner en filosoof.

## Carrière
In 2015 won Martin Luik-Bastenaken-Luik voor beloften door Silvio Herklotz en Tao Geoghegan Hart op de streep te kloppen. Later dat jaar won hij de vijfde etappe in de Ronde van de Toekomst, met aankomst op La Rosière. Hier wist hij Gregor Mühlberger en de latere eindwinnaar Marc Soler voor te blijven. Daarnaast werd hij tweede in het bergklassement, slechts twee punten achter Matvej Mamykin.
Martin verliet de Ronde van Frankrijk van 2022 nadat hij positief testte op COVID-19.
Na vijf seizoenen bij Cofidis maakte Martin in 2025 de overstap naar Groupama-FDJ. Zijn debuut voor de ploeg maakte hij in de Classic Var, waar hij elfde werd. In april van dar jaar won hij, daags na elkaar, de Classic Grand Besançon Doubs en de Ronde van de Jura, zijn eerste overwinningen sinds 2022. In de Ronde van de Doubs, de laatste wedstrijd van het drieluik, werd hij zesde.

## Palmares

### Overwinningen
2015
Luik-Bastenaken-Luik, Beloften
5e etappe Ronde van de Toekomst
2017
4e etappe Ronde van de Limousin
1e etappe Ronde van Gévaudan Languedoc-Roussillon
Eindklassement Ronde van Gévaudan Languedoc-Roussillon
2e etappe Ronde van Toscane
Eindklassement Ronde van Toscane
2018
3e etappe Ronde van de Sarthe
Eindklassement Ronde van de Sarthe
2019
4e etappe Ronde van Sicilië
2020
Bergklassement Ronde van San Juan
 Bergklassement Ronde van Spanje
2021
Mercan’Tour Classic Alpes-Maritimes
2022
2e etappe Ronde van de Ain
Eindklassement Ronde van de Ain
2025
Classic Grand Besançon Doubs
Ronde van de Jura

### Resultaten in voornaamste wedstrijden
| Jaar | Ronde van Italië | Ronde van Frankrijk | Ronde van Spanje |
| ---- | ---------------- | ------------------- | ---------------- |
| 2016 |                  |                     |                  |
| 2017 |                  | 23e                 |                  |
| 2018 |                  | 21e                 |                  |
| 2019 |                  | 12e                 |                  |
| 2020 |                  | 11e                 | 14e              |
| 2021 |                  | 8e                  | 9e               |
| 2022 | 14e              | opgave              |                  |
| 2023 |                  | 10e                 |                  |
| 2024 |                  | 13e                 | 15e              |
| 2025 |                  | 16e                 |                  |

| Jaar | Milaan-San Remo | Amstel Gold Race | Luik-Bast.‑Luik | Ronde van Lombardije | Waalse Pijl | Clásica San Sebastián |  | WK op de weg |  | Wereldranglijsten |
| ---- | --------------- | ---------------- | --------------- | -------------------- | ----------- | --------------------- |  | ------------ |  | ----------------- |
| 2016 |                 |                  | 120e            |                      | 62e         |                       |  |              |  |                   |
| 2017 |                 | 108e             | 94e             |                      | 50e         |                       |  |              |  |                   |
| 2018 |                 |                  | 33e             |                      | 93e         |                       |  |              |  | 103e (UWR)        |
| 2019 |                 |                  | 19e             |                      | 18e         |                       |  |              |  | 45e (UWR)         |
| 2020 |                 |                  | 14e             |                      |             |                       |  | 13e          |  | 18e (UWR)         |
| 2021 | 52e             | 16e              | 15e             | 44e                  | 16e         |                       |  |              |  |                   |
| 2022 |                 |                  | 32e             | 32e                  |             | 18e                   |  |              |  |                   |
| 2023 |                 |                  | 6e              | 52e                  | 36e         | 32e                   |  |              |  |                   |
| 2024 |                 |                  | 18e             | 43e                  | 10e         |                       |  |              |  |                   |
| 2025 |                 |                  | 21e             |                      | 11e         |                       |  |              |  |                   |

#### Resultaten in kleinere rittenkoersen
| Jaar | Parijs-Nice | Tirreno-Adriatico | Ronde van Catalonië | Ronde van het Baskenland | Critérium du Dauphiné | Ronde van Romandië | Ronde van Guangxi |
| ---- | ----------- | ----------------- | ------------------- | ------------------------ | --------------------- | ------------------ | ----------------- |
| 2016 |             |                   |                     |                          | 29e                   | 42e                |                   |
| 2017 |             |                   | 46e                 |                          | 18e                   | 44e                |                   |
| 2018 |             |                   |                     |                          | 12e                   | 27e                |                   |
| 2019 |             |                   | 8e                  |                          | 17e                   | 18e                | 18e               |
| 2020 | 12e         |                   |                     |                          | ↑                     |                    |                   |
| 2021 | 6e          |                   |                     | 31e                      | 20e                   |                    |                   |
| 2022 | 9e          |                   | 8e                  |                          |                       |                    |                   |
| 2023 |             | 21e               | 27e                 |                          | 6e                    |                    |                   |
| 2024 |             | 23e               | 26e                 |                          | 19e                   | 17e                |                   |
| 2025 | 13e         |                   |                     | 12e                      | 10e                   |                    |                   |

## Ploegen
- 2013 –  Sojasun (stagiair vanaf 1 augustus)
- 2014 –  FDJ.fr (stagiair vanaf 1 augustus)
- 2016 –  Wanty-Groupe Gobert
- 2017 –  Wanty-Groupe Gobert
- 2018 –  Wanty-Groupe Gobert
- 2019 –  Wanty-Groupe Gobert
- 2020 –  Cofidis
- 2021 –  Cofidis
- 2022 –  Cofidis
- 2023 –  Cofidis
- 2024 –  Cofidis
- 2025 –  Groupama-FDJ

## Publicaties
- (fr) Socrate à vélo: Le Tour de France des philosophes (2020). ISBN 978-2246825388.
- (fr) La société du peloton: Philosophie de l'individu dans le groupe (2021). ISBN 978-2246826880.

Bonnet · Boucher · Bouhanni · Chavanel · Courteille · Delage · Démare · Elissonde · Fédrigo · Fischer · Geniez · Geslin · Jeannesson · Ladagnous · Le Bon · Le Gac · Lecuisinier · Mangel · Mourey · Offredo · Pichon · Pineau · Pinot · Roux · Roy · Soupe · Vaugrenard · Veikkanen · Vichot · Viennet · Manzin (stagiair) · Martin (stagiair) · Sarreau (stagiair)
Antonini · Backaert · Baugnies · Degand · Dehaes · Devriendt · Doubey · Kreder · Levarlet · Martin · McNally · Meurisse · Minnaard · Napolitano · Offredo · Pasqualon · Smith · Stenuit · Van Keirsbulck · Van Melsen · Vanspeybrouck · Veuchelen · Dhaene (stagiair) · Gibbons (stagiair) · de Laat (stagiair)
Antonini · Backaert · Baugnies · De Clercq · Degand · Devriendt · Doubey · Dupont · Eiking · Kreder · Martin · McNally · Meurisse · Minnaard · Offredo · Pasqualon · Smith · Vallée · Van Keirsbulck · Van Melsen · Vanspeybrouck
Allegaert · Barceló · Berhane · Claeys · Consonni · Edet · Finé · Haas · Hansen · Jesús Herrada · José Herrada · Lafay · Laporte · Le Turnier · Lemoine · Martin · Maté · Mathis · Morin · Perez · Périchon · Rossetto · Sabatini · Touzé · Vanbilsen · Vermote · A. Viviani · E. Viviani  · Prodhomme (stagiair) · Zanoncello (stagiair)
Allegaert · Barceló · Berhane · Bohli · Carvalho · Champion · Consonni · Drucker · Edet · Fernández · Finé · Geschke · Haas · Jesús Herrada · José Herrada · Lafay · Laporte · Martin · Morin · Perez · Périchon · Rochas · Sabatini · Sajnok · Vanbilsen · A. Viviani · E. Viviani · Wallays · Toumire (stagiair) · Zingle (stagiair) · Lebreton (stagiair)
Allegaert · Armée · Bidard · Bohli · Carvalho · Champion · Cimolai · Consonni · Coquard · Delettre · Fernández · Finé · Geschke · Jesús Herrada · José Herrada · Izagirre · Kreder · Lafay · Martin · Perez · Périchon · Renard · Rochas · Sajnok · Thomas · Toumire · Vanbilsen · Villella · Wallays · Walscheid · Zingle · Kolze Changizi (stagiair) · Lecamus-Lambert (stagiair) · Wood (stagiair)
Allegaert · Bidard · Carvalho · Champion · Cimolai · Consonni · Coquard · Delettre · Fernández · Finé · Geschke · Jesús Herrada · José Herrada · Izagirre · Kreder · Lafay · Lastra · Mariault · Martin · Noppe · Perez · Périchon · Renard · Rochas · Thomas · Toumire · Wallays · Walscheid · Wood · Zingle · Gudnitz (stagiair) · Knight (stagiair) · Larmet (stagiair)
Allegaert · Aniołkowski · Champion · Coquard · De Gendt · Debeaumarché · Elissonde · Fernández · Finé · Fretin · Geschke · Gougeard · Hermans · Herrada · G. Izagirre · J. Izagirre · Knight · Lastra · Mahoudo · Mariault · Martin · Noppe · Oldani · Perez · Renard · Robeet · Thomas · Toumire · Wood · Zingle · Coppens (stagiair) · Gruszczynski (stagiair) · Larmet (stagiair)
- Bibliothèque nationale de France: cb178065083 (data)
- Gemeinsame Normdatei: 1228648123
- International Standard Name Identifier: 0000 0004 7537 2650
- Nederlandse Thesaurus van Auteursnamen: 426367510
- Système universitaire de documentation: 234361980
- Virtual International Authority File: 21155707099622412599
- WorldCat: E39PBJjRYyX6V8vyRx43KX7rbd